# Mariano Martí
Mariano Martí (ur. 14 grudnia 1720 w Brafim, zm. 20 lutego 1792) – hiszpański duchowny rzymskokatolicki, w latach 1770-1792 biskup Caracas.

## Życiorys
25 maja 1761 został mianowany biskupem Portoryko. Sakrę biskupią otrzymał 17 stycznia 1762. 29 stycznia 1770 otrzymał nominację na biskupa Caracas, urząd ten sprawował aż do śmierci.